# تراژدی شکسپیری

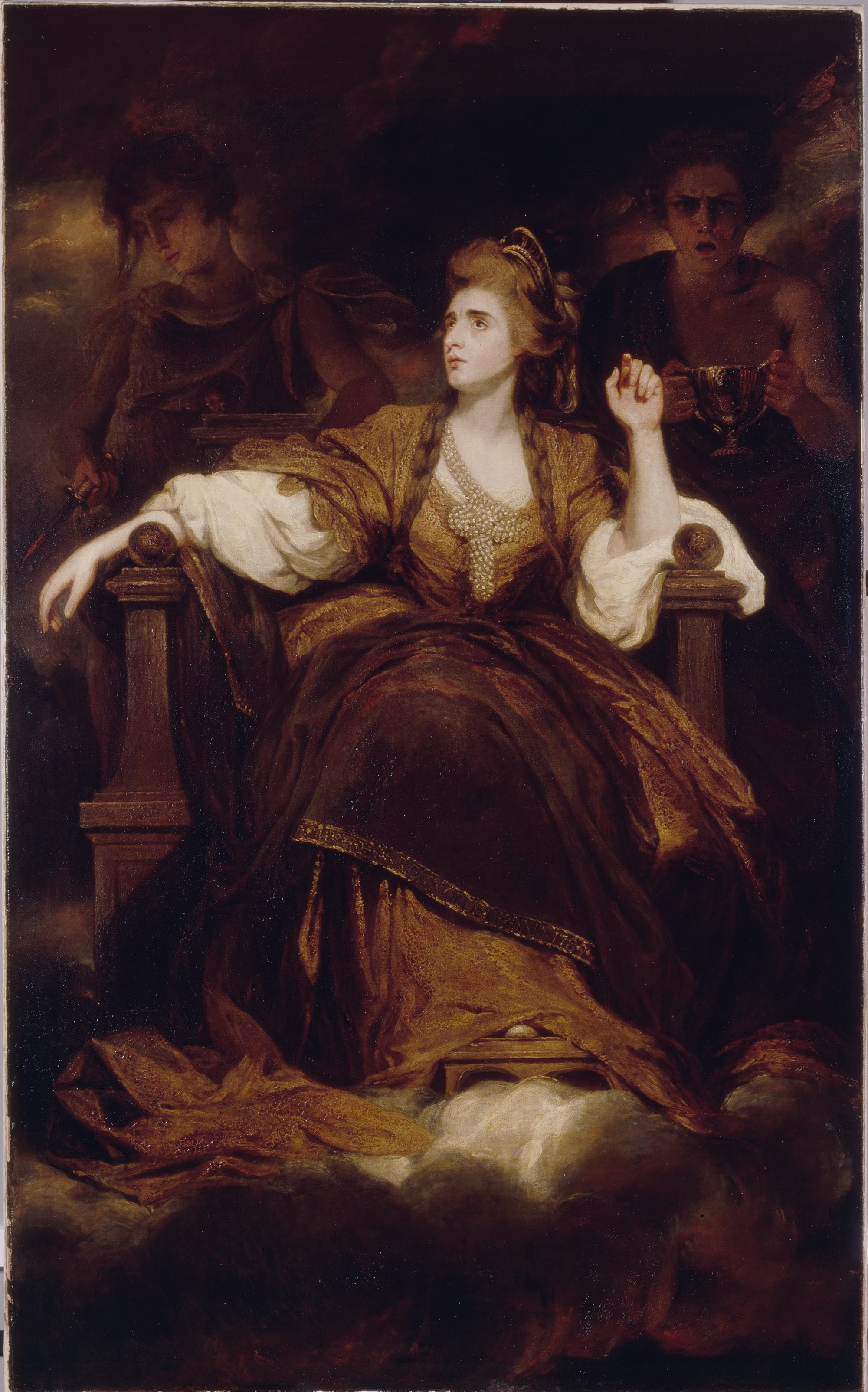
سارا سیدونز در نقش موز تراژیک، جاشوا رینولدز (۱۷۸۴). سارا سیدونز (۱۷۵۵–۱۸۳۱) اجراکننده مکرم تراژدی‌های شکسپیر بود.

تراژدی شکسپیری (انگلیسی: Shakespearean tragedy) عنوانی است که به بیشتر تراژدی‌های نوشته‌شده توسط ویلیام شکسپیر، نمایشنامه‌نویس انگلیسی، داده شده است.